# Chakyl Camal
Chakyl Pfeiffer Camal (Mbabane, 18 marzo 1990) è un ex nuotatore e imprenditore mozambicano con cittadinanza australiana, specializzato negli stili libero, farfalla e rana.

## Biografia
Studiò economia aziendale presso l'Università Macquarie di Sydney, grazie ad una borsa di studio. Successivamente conseguì un'Associate Degree in Business and Property presso l'International College of Management (ICMS) di Sydney.

### Carriera
Fu convocato ai mondiali di Melbourne 2007 e gareggiò nei 50 e 100 m stile libero e nei 50 farfalla e nei 50 m rana.
Rappresentò il Mozambico ai Giochi olimpici estivi di Pechino 2008, dove ottenne il 70º tempo nelle batterie dei 50 m stile libero e fu eliminato. Nell'occasione stabilì il primato nazionale della disciplina, grazie al tempo di 24"93. Al termine della manifestazione fu portabandiera durante la cerimonia di chiusura.
Ai mondiali di Shanghai 2011 partecipò alle specialità dei 50 e 100 m stile libero.
Tornò alle Olimpiadi a Londra 2012 e si classificò 38º nei 50 m stile libero.

### Iniziative sociali
Fu uno dei co-fondatori dell'Australian Conglomerate Panthera Group. 
Fondò, con la moglie Martina, la Panthera Charitable Foundation (PCF) nel 2018 dopo il ciclone Idai per sostenere i paesi colpiti da disastri naturali. Il progetto di PCF in Mozambico, supportato da volontari locali e internazionali, fornisce ai villaggi beni essenziali per ripristinare la normalità, come vestiti, scarpe o libri.